# 天授 (武周)
天授（則天文字：𠀑𥢓；690年九月—692年三月）是武则天稱帝後的第一個年号。天授元年九月改国号为周。

## 建年號
- 载初元年九月初九壬午（690年10月16日），改國號為周，改元天授。[2][3][4]
- 天授三年四月初一丙申（692年4月22日），改元如意 (年号)。[5][6][7]

## 纪年
| 天授 | 元年  | 二年  | 三年  |
| ---- | ----- | ----- | ----- |
| 公元 | 690年 | 691年 | 692年 |
| 干支 | 庚寅  | 辛卯  | 壬辰  |

## 參看
- 中國年號索引
- 其他使用天授年號的政權

## 深入閱讀
- 李崇智. . 北京: 中華書局. 2004年12月. ISBN 7101025129.
- 鄧洪波.  (pdf). 臺北: 國立臺灣大學東亞經典與文化研究計劃. 2005年3月  [2022-01-03]. ISBN 9789860005189. （原始内容存档于2007-08-25）.

| 前一年號： 载初 | 武周年号 690年－692年 | 下一年號： 如意 |